# 龙亢镇
龍亢鎮，是中華人民共和國安徽省蚌埠市懷遠縣下的一個鎮級行政單位，是歷史悠久的名鎮。東漢及東晉有名的士族世家譙國桓氏（又稱龍亢桓氏）就是望出於此。